# Ghelăuza, Strășeni
Ghelăuza este satul de reședință al comunei cu același nume  din raionul Strășeni, Republica Moldova. Comuna Ghelăuza are 1 305 locuitori, pe când însuși satul numără 825. Aici s-a născut poetul, prozatorul, publicistul și traducătorul Ion Anton.